# Isoscelipteron pectinatum
Isoscelipteron pectinatum är en insektsart som först beskrevs av Navás 1905.  Isoscelipteron pectinatum ingår i släktet Isoscelipteron och familjen Berothidae. Inga underarter finns listade i Catalogue of Life.